# Cape Cod Challenger 1978
Il Cape Cod Challenger 1978 è stato un torneo di tennis facente parte della categoria ATP Challenger Series nell'ambito dell'ATP Challenger Series 1978. Il torneo si è giocato a Cape Cod negli Stati Uniti dal 6 al 12 agosto 1978 su campi in cemento.

## Vincitori

### Singolare
Simpson Russell ha battuto in finale  David Schneider con il punteggio di 6–4, 7–5

### Doppio
Matt Mitchell /  William Maze hanno battuto in finale  Peter Rennert /  Kevin Curren con il punteggio di 6–4, 6–4